# Scaubecq
Scaubecq (ou Scaubec) est un hameau du village de Wannebecq, sis sur la route nationale 529, à l’extrémité orientale du Parc naturel du Pays des Collines, en Belgique. Avec Wannebecq il fait, depuis 1977, administrativement partie de la commune de Lessines dans le Hainaut (Région wallonne de Belgique).
Scaubecq est surtout connu pour l’antique chapelle du XVIe siècle, dédiée à ‘Notre-Dame de Scaubecq’, se trouvant au centre du hameau et en bordure de la Route Nationale 529.

## Étymologie
Étymologiquement, Scaubecq signifie «ruisseau à l'eau peu profonde».